# Herb Rychwała

Poprzednia wersja herbu

Herb Rychwała – jeden z symboli miasta Rychwał i gminy Rychwał w postaci herbu, którego obecna wersja została ustanowiona 20 sierpnia 2024.

## Wygląd i symbolika
Herb przedstawia na czerwonej tarczy złoty konar (ostrzew) z trzema sękami – dwa po heraldycznie prawej stronie, jeden po lewej. 

## Historia
Dawnym herbem miasta był wizerunek bagnetów. Od odzyskania niepodległości przez Polskę w 1918 używany jest wizerunek konara.